# Catacumbes romanes

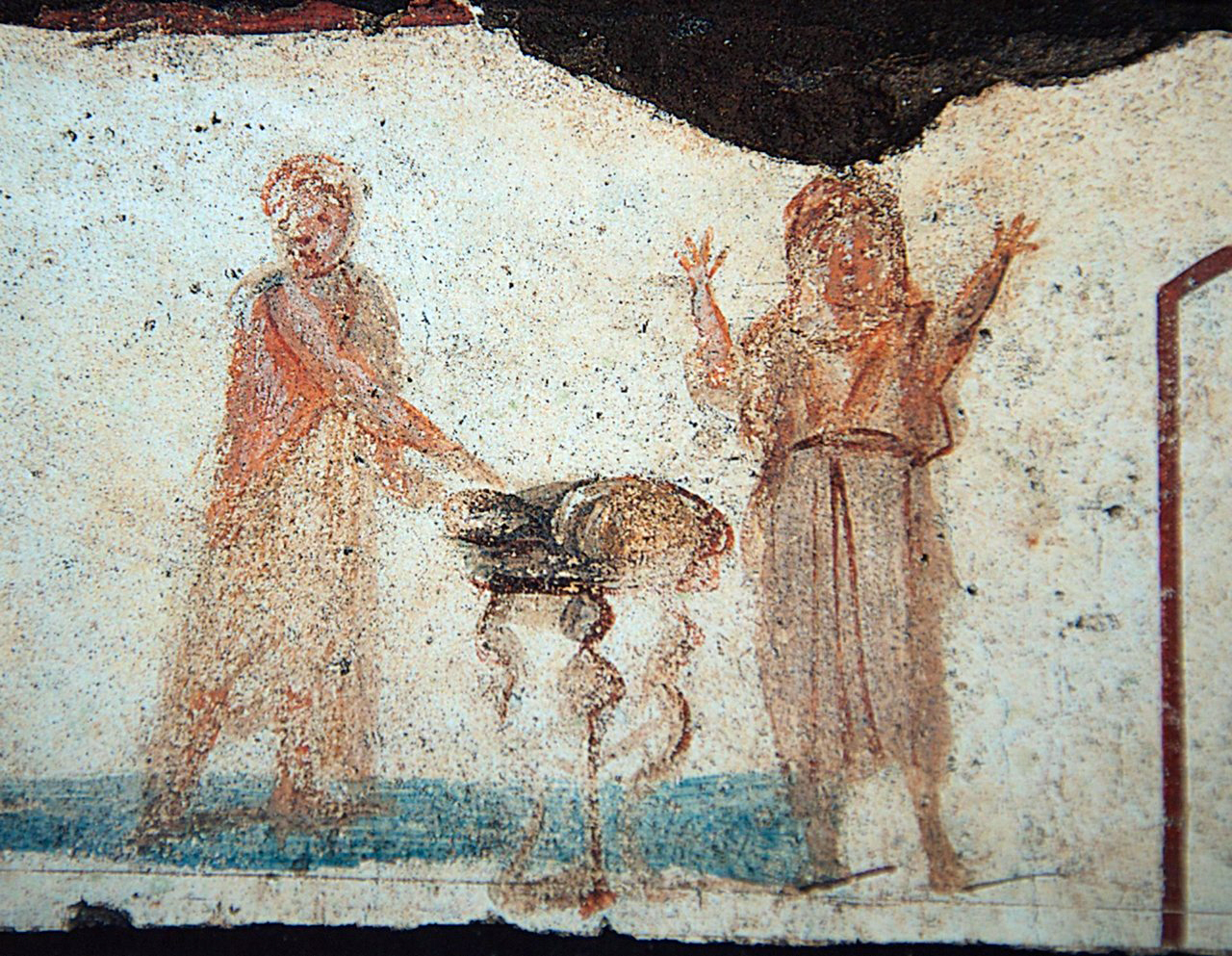
Un fresc eucarístic (catacumba de Callistus)

Les catacumbes romanes (italià: Catacombe di Roma) són antigues catacumbes, llocs d'enterrament soterranis sota o prop de la ciutat de Roma, Itàlia. N'hi ha, almenys 60; algunes d'elles descobertes recentment. Són conegudes especialment pels soterraments cristians, ja siga en catacumbes separades o barrejades, a partir del segon segle, com una resposta a la sobreocupació i l'escassetat de terra. Molts estudiosos han apuntat que les catacumbes van tindre per objectiu la protecció dels perseguits cristians a l'hora de soterrar els seus morts en secret. La tova volcànica que hi ha a Roma és molt adequada per excavar túnels, ja que s'estova quan entra en contacte amb l'aire, endurint-se després. Hi ha quilòmetres de túnels, disposats en quatre nivells.
Les catacumbes cristianes són molt importants per a la història de l'art a principis de l'art cristià, ja que contenen la gran majoria dels exemples d'abans del 400 dC, en frescos i escultures. Les catacumbes jueves són igualment importants per a l'estudi de l'art jueu d'aquest període.

## Història

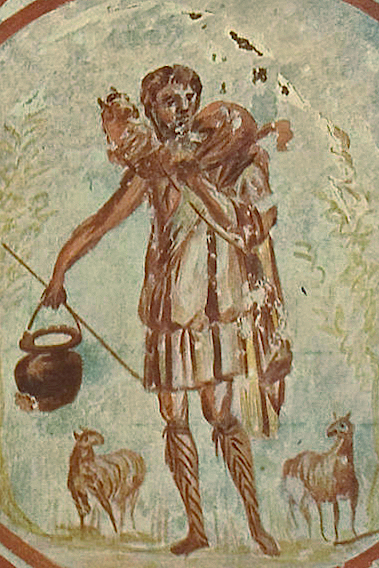
Fresc del Bon Pastor a la catacumba de Callistus.

### Precursors
La civilització etrusca, igual que molts altres pobles europeus, solien soterrar els seus difunts en cambres. A Roma, el costum original va ser la incineració, i després les restres cremades es ficaven en una olla, un recipient per a cendra o una urna, sovint un columbari. Cap al segon segle de la nostra era, la inhumació (soterrar restes sense cremar) es va posar de moda, en fosses o sarcòfags, normalment amb riques talles, per als que els podien pagar. Els cristians també preferien l'enterrament a la incineració, atès que creien en la resurrecció del cos al Segon Adveniment.

### Catacumbes cristianes
Les primeres grans catacumbes es van excavar a partir del segon segle de la nostra era. Originalment, es tallaven a través de la tova volcànica, fora dels límits de la ciutat, ja que el Dret romà prohibia llocs d'enterrament en l'interior del nucli urbà. D'altra banda, el costum pagà era incinerar els cossos, mentre que els primers cristians i els jueus preferien l'enterrament. La major part de les classes baixes i els esclaus empraven la tova pedra volcànica dels voltants de Roma per excavar túnels on soterrar els seus difunts, atès que no hi disposaven de recursos per comprar terres i dedicar-les a aquesta pràctica.
Al principi, les catacumbes s'empraven tant per als enterraments com per a les commemoracions i les celebracions dels aniversaris dels màrtirs cristians (un costum similar al romà). És probable que s'empraren per a un culte regular. Moltes descripcions de les catacumbes les mostren com llocs amagats per a les poblacions cristianes durant temps de persecucions.
Hi ha unes seixanta cambres de soterrament subterrànies conegudes a Roma. Es van construir al llarg de les carreteres, com la Via Apia, la Via Ostiense, la Via Labicana, la Via Tiburtina i la Via Nomentana. Els noms de les catacumbes, com la de Sant Calixte i la de Sant Sebastià, situades prop de la Via Apia, es refereixen als màrtirs que haurien estat enterrats allí.
Els excavadors cristians (fossors) van construir vastos sistemes de galeries i passatges, uns damunt d'altres. Es troben a una profunditat d'entre 7 i 19 metres i abasten una superfície de 2,4 km². Passos estrets comuniquen els diversos nivells. Els nínxols, coneguts com a loculi s'excavaven dins la roca, amb 120-150 cm de llarg i 40-60 de profunditat. Els cossos s'ubicaven en cambres, dins de sarcòfags de pedra, amb les seues robes i lligats amb lli. Aleshores, la cambra se segellava amb una llosa on hi havia el nom, l'edat i la data de la mort. La decoració amb frescos és típicament romana. La catacumba de Santa Agnès és una xicoteta església. Algunes famílies van construir cubicula que podien acollir diversos loculi, i els elements arquitectònics de l'espai serien un suport per a la decoració. Els arcosoliums eren un altre lloc excel·lent per a l'art.

### Decadència i redescoberta

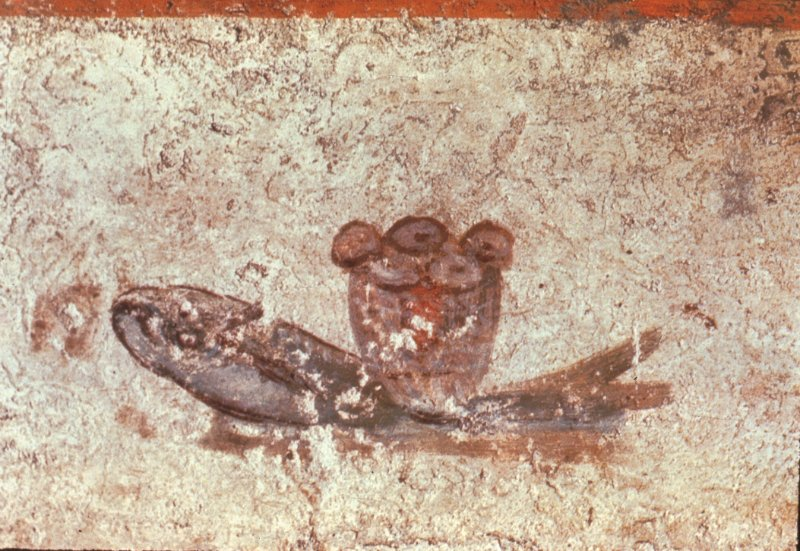
Fresc amb el pa i els peixos, catacumbes de San Callisto

Amb l'Edicte de Tessalònica del 380, el cristianisme va esdevindre la religió de l'imperi. Al principi, molts hi desitjaven ser soterrats en cambres, al costat dels màrtirs. Però, la pràctica de l'enterrament en catacumbes va declinar a poc a poc, i cada cop més, els difunts s'enterraven als cementiris de les esglésies. Al segle vi, les catacumbes només s'empraven per a la commemoració dels màrtirs, encara que es van afegir algunes pintures en moments més tardans, com el segle vii, com ara el Sant Esteve de la catacumbes de Commodilla. Aparentment, pobles com els ostrogots, vàndals i llombards van irrompre a les catacumbes, presumiblement en recerca d'objectes de valor. Cap al segle x, les catacumbes estaven pràcticament abandonades, i les relíquies sagrades s'havien traslladat a les basíliques de la superfície.
En els segles següents van romandre oblidades fins a ser redescobertes, de forma accidental, el 1578, i posteriorment Antonio Bosio es va passar dècades explorant-les per a la seua obra, Roma Sotterranea el 1632. L'arqueòleg Giovanni Battista de Rossi va redescobrir el segle xix les catacumbes. En 1956 i 1959, les autoritats italianes van trobar-ne més, prop de Roma. Han esdevingut un monument representatiu de l'església cristina primitiva.

### Actualment
Avui en dia, el manteniment de les catacumbes és en mans del Papat que ha confiat la supervisió de les Catacumbes de Sant Cal·lixte, als afores de Roma, en els Salesians de Don Bosco.
La responsabilitat de les catacumbes cristianes correspon a la Comissió Pontifícia d'Arqueologia Sagrada (Pontificia Commissione di Archeologia Sacra), encarregada directa de les excavacions i les restauracions. L'estudi de les catacumbes es dirigeix des de l'Acadèmia Pontifícia d'Arqueologia.

## Tipologia
Les catacumbes romanes es componen de passatges soterranis (ambulacra) on es van excavar coves a la paret, els loculi. Aquestos loculi, generalment disposats en sentit vertical (pilae), podien contindre un o més cossos. Un altre tipus d'enterrament, típic de les catacumbes romanes, era l'arcosolium, que consisteix en un nínxol corb, tancat amb una llosa de marbre en sentit horitzontal. Cubicula (habitacions de soterrament que contenen els loculi d'una família) i les cryptae (capelles decorades amb frescos) també hi són força comunes en els passadissos de les catacumbes. Quan l'espai va començar a mancar, es van excavar altres tombes en el terra dels corredors, que reben el nom de formae.

## Recepció
Les catacumbes han servit d'influència en la música clàssica, com ara un Els Pins de Roma d'Ottorino Respighi i els Quadres d'una exposició de Modest Mússorgski.

## Llista de catacumbes a Roma
Hi ha unes quaranta catacumbes en els suburbis romans, construïdes al llarg de les vies consulars, com ara la Via Apia, la Via Ostiense, la Via Labicana, la Via Tiburtina i la Via Nomentana.

### Catacumbes de Marcel·lí i Pere
Aquestes catacumbes són ubicades a l'antiga Via Labicana, avui Via Casilina, de Roma, prop de l'església de Santi Marcellino e Pietro ad Duas Lauros. El seu nom fa referència als màrtirs cristians Marcel·lí i Pere de Roma, qui d'acord amb la tradició, es van soterrar en aquest indret, prop del cos de Sant Tiburci.

### Catacumbes de Domicil·la
Prop de les Catacumbes de Sant Calixte hi són les Catacumbes de Domicil·la, que reben el seu nom per Domicil·la. Són una de les més extenses, al voltant de 15 quilòmetres excavats.
La seua importància també radica en el fet que són la xarxa de soterrament més antiga de Roma, i l'única que encara hi conté restes humanes. Són de les millor conservades i més profundes de totes les catacumbes. En els seus passadissos hi ha un fresc del segle II de l'Últim Sopar, així com altres artefactes valuosos.
També són les úniques catacumbes que hi contenen una basílica subterrània, precisament a través d'aquesta església del segle IV (ubicada a la Via delle Sette Chiese, 280) s'hi entra a les catacumbes. En el passat, la basílica va esdevindre un indret insegur i va ser abandonada al segle ix. Es va redescobrir el 1593 i bona part d'ella es va reconstruir el 1870.
A principis del 2009, a petició del Vaticà, els Missioners de la Paraula Divia, una societat catòlica de sacerdots, va assumir la responsabilitat d'administrar les Catacumbes de Domicil·la.